# Quartier Saint-Thomas-d'Aquin

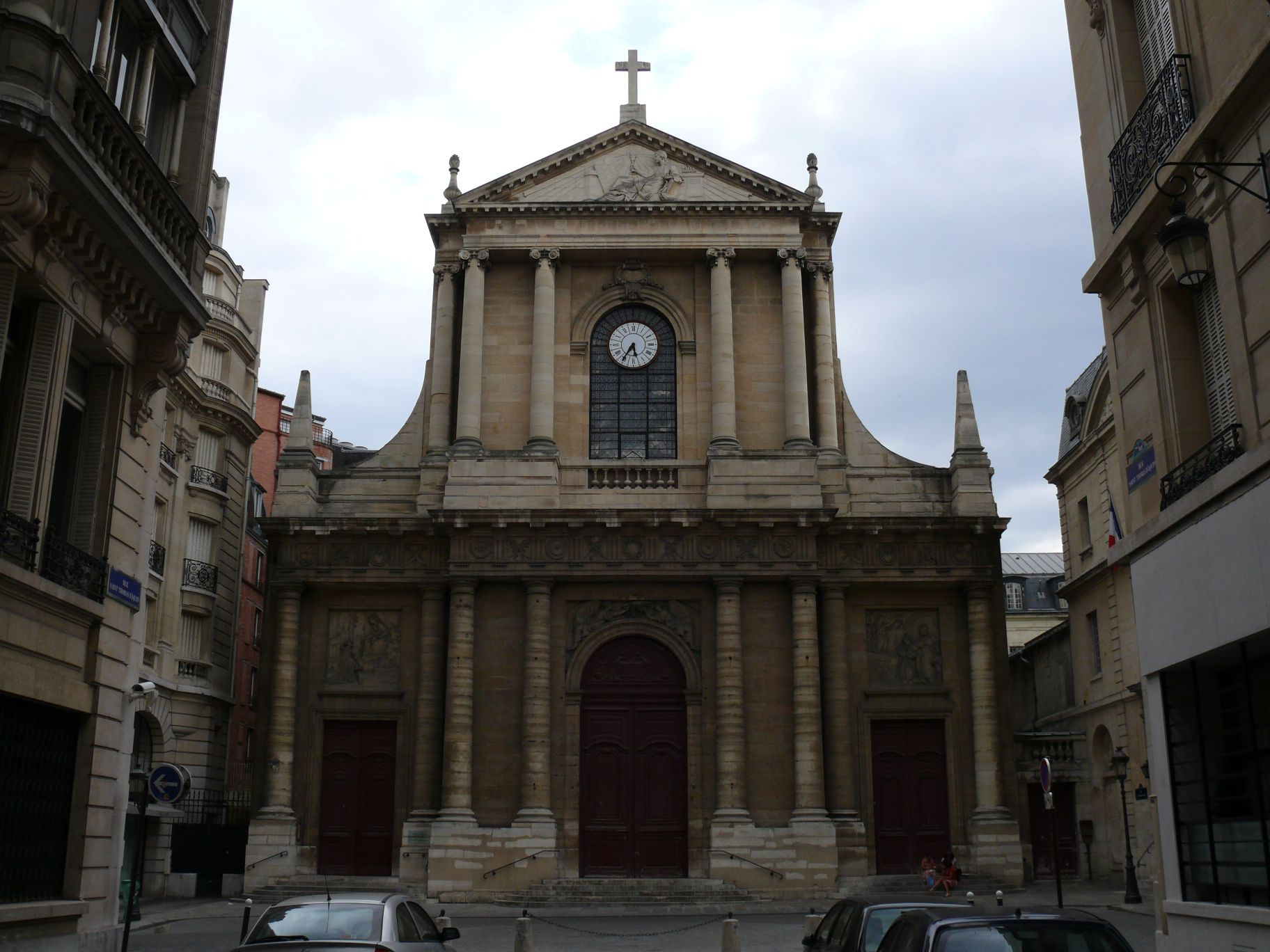
Kostel Saint-Thomas-d'Aquin

Quartier Saint-Thomas-d'Aquin (čtvrť Svatého Tomáše Akvinského) je 25. administrativní čtvrť v Paříži, která je součástí 7. městského obvodu. Má rozlohu 82,7 ha a ohraničují ji ulice Rue des Saints-Pères na východě, Rue de Sèvre na jihovýchodě, Rue Vaneau na jihozápadě, Rue Bellechasse na západě a řeka Seina na severu.
Čtvrť byla pojmenována podle kostela Saint-Thomas-d'Aquin.

## Vývoj počtu obyvatel
| Rok sčítání | Počet obyvatel | Hustota zalidnění (ob./km²) |
| ----------- | -------------- | --------------------------- |
| 1954        | 24 722         | 29 894                      |
| 1962        | 23 893         | 28 891                      |
| 1968        | 20 518         | 24 810                      |
| 1975        | 16 430         | 19 867                      |
| 1982        | 15 028         | 18 172                      |
| 1990        | 13 728         | 16 600                      |
| 1999        | 12 661         | 15 310                      |